# Meteorus tabidus
Meteorus tabidus är en stekelart som först beskrevs av Wesmael 1835.  Meteorus tabidus ingår i släktet Meteorus och familjen bracksteklar. Arten är reproducerande i Sverige. Inga underarter finns listade i Catalogue of Life.